# Керамическая промышленность
Керамическая промышленность (англ. Ceramics industry; нем. Keramikindustrie) — подотрасль промышленности строительных материалов, объединяющая предприятия по добыче сырья и производству грубой керамики (кирпича, дренажных и канализационных труб, черепицы); кислотоупорных и огнеупорных изделий; плиток (облицовочных, фасадных, для пола и стен); тонкой керамики (изделий из фарфора и фаянса); керамзита; изделий широкой номенклатуры электротехнической и радиотехнической промышленности и тому подобное.
В Киевской Руси кирпичное ремесло возникло в X веке.
Известные центры производства художественной керамики — древнего вида народного ремесла, в России:
Гжель (Московская область), Скопин (Рязанская область), Дымково (Кировская область), деревня Филимоново (Тульская область) и др.
После провозглашения независимости Украины на территории Украины остались традиционные центры изготовления керамики (Дыбинцы, Бубновка, Ичня, Косов), а также промышленные предприятия керамической промышленности СССР - Барановский фарфоровый завод, Будянский фаянсовый завод, Васильевский майоликовый завод, завод художественной керамики в Опошне, Киевский экспериментальный керамико-художественный завод, Межгорская фаянсовая фабрика и др.
В мире керамическая промышленность наиболее развита в США, Великобритании, ФРГ, Франции, Японии и Италии.

## Источник
- Білецький В. С. (ред.): Гірничий енциклопедичний словник, т. 1 ISBN 966-7804-14-3  (укр.)